# Henry Gellibrand
Henry Gellibrand (n. 17 noiembrie 1597 la Aldersgate, Londra – d. 16 februarie 1637 la Aldersgate) a fost un matematician englez.
A trăit la Londra și a colaborat cu Henry Briggs.
Este cunoscut pentru lucrările sale referitoare la câmpul magnetic terestru și pentru faptul că a descoperit că declinația magnetică este variabilă în timp.
De asemenea, a descoperit o metodă de determinare a longitudinilor bazată pe studiul eclipselor.
Una dintre cele mai valoroase lucrări ale sale este Trigonometria Britannica, apărută în 1633 și în care a aplicat calculul cu diferențe finite și interpolarea în lucrările privind cercetarea rapoartelor dintre valorile pe care le iau funcțiile atunci când argumentele acestora variază în intervale egale.
În această lucrare apar cele mai uzuale procedee pentru rezolvarea triunghiurilor plane și sferice, utilizânf formulele logaritmice.
A utilizat formula care determină jumătatea unghiului după cele trei laturi, atât pentru triunghi plan, cât și pentru cel sferic.
A redus cazul a trei triunghiuri date într-un triunghi sferic, cu ajutorul triunghiului polar, la cazul a trei laturi date.
În tabelele sale trigonometrice a introdus diviziunea zecimală a gradului.
1. 1 2  MacTutor History of Mathematics archive, accesat în 22 august 2017
2. ↑  Henry Gellibrand, Hrvatska enciklopedija[*]
3. 1 2 3 4  MacTutor History of Mathematics archive
4. ↑  Find a Grave